# Ypthima cataractae
Ypthima cataractae är en fjärilsart som beskrevs av Van Son 1955. Ypthima cataractae ingår i släktet Ypthima och familjen praktfjärilar. Inga underarter finns listade i Catalogue of Life.